# Frederick DuCane Godman
Frederick DuCane Godman, född 15 januari 1834 i Park Hatch, Godalming, Surrey, död 19 februari 1919 i London, var en brittisk lepidopterist, entomolog och ornitolog.

## Biografi
Godman var en av de tjugo grundarna av British Ornithologists' Union. Han är mest känd för att tillsammans med Osbert Salvin ha studerat Centralamerikas fauna. 
Godman var invald i Royal Society, Linnean Society of London, Geological Society of London, Royal Geographical Society, Royal Entomological Society, Zoological Society of London, Royal Institution och Royal Horticultural Society.
Auktorsnamnet Godm. kan användas för Frederick DuCane Godman i samband med ett vetenskapligt namn inom botaniken; se Wikipediaartiklar som länkar till auktorsnamnet.